# Kupczyńce
Kupczyńce (ukr. Ку́пчинці, Kupczynci) – wieś na Ukrainie w rejonie tarnopolskim należącym do obwodu tarnopolskiego, położona nad rzeką Strypą. Przez wieś przebiega droga terytorialna T 2006.
Przez pewien czas (m.in. w 1910) we wsi pracował Omelan Hładyszowski (1843–1916), ukraiński lekarz, doktor medycyny, działacz społeczny, poseł do austriackiej Rady Państwa w Wiedniu IX i X kadencji.
W II Rzeczypospolitej wieś powiecie tarnopolskim województwa tarnopolskiego. W latach 1941–1944 była gmina Kupczyńce.
W 1944 nacjonaliści ukraińscy z OUN-UPA zamordowali tutaj 18 Polaków.

## Zabytki
- zamek, wybudowany w XVII w.[6]

## Urodzeni
- Pawło Dumka
- Józef Jankowski (architekt)